# Gornja Ploščica
Gornja Ploščica is een plaats in de gemeente Velika Trnovitica in de Kroatische provincie Bjelovar-Bilogora. De plaats telt 42 inwoners (2001).